# Vertikale Suchmaschine
Vertikale Suchmaschinen konzentrieren sich auf bestimmte Themengebiete wie Sport, Gesundheit oder Finanzen bzw. auf spezielle Zielgruppen wie z. B. Stellensuchende, Kinder und Jugendliche, Kunstliebhaber und Wissenschaftler.
Vertikale Suchmaschinen betrachten im Unterschied zu allgemeinen Suchmaschinen nur einen Teilbereich des World Wide Web und erstellen einen Index von Webdokumenten, die mit dem betrachteten Themengebiet korrespondieren. Vertikale Suchmaschinen basieren oft auf derselben Technologie wie Universal-Suchmaschinen, z. B. Apache Lucene. Die Benutzerschnittstelle kann aber komplexer sein, etwa um eine Eingrenzung der Ergebnismenge durch Facettenklassifikation (auch bekannt als „Drilldown“) zu erlauben.
In der Studie Vertical Search BtoB Report 2009 von dem Marktforschungsunternehmen Econsultancy gaben die Befragten als Hauptvorteil von vertikalen Suchmaschinen an, relevante Informationen schnell zu finden. Rund zwei Drittel der Befragten sahen folgende Aspekte als bedeutendste Vorteile von vertikalen Suchmaschinen: schneller gewünschte Informationen finden (67 %), die Top-Ergebnisse sind relevanter (65 %), die Fokussierung auf spezielle Geschäftsinteressen und Arbeitsabläufe (64 %).